# Octostigmatidae
Octostigmatidae  (лат.) — семейство двухвосток (Diplura). Крыльев и глаз нет. Длина беловатого тела около 2 мм (без усиков, которые имеют длину около 1 мм). Ротовой аппарат грызущий, полностью погружён в головную капсулу. Трихоботрии расположены на 5—18 члениках усика. Торакс с 4 парами дыхалец. Церки короткие, цилиндрические. Впервые были описаны чешским энтомологом Йозефом Русеком (Josef Rusek) с островов Тонга (Тихий океан), а позднее обнаружены в нескольких точках Азии. Молекулярно-филогенетический анализ с использованием данных 18S рРНК вида Octostigma sinensis показал, что род Octostigma ближе к роду Parajapyx (Japygoidea: Parajapygidae), чем к представителям семейства Campodeidae (Campodeoidea).

## Систематика
3 вида и 1 род.
- Octostigma herbivora Rusek, 1982 — Тонга (Полинезия)[1]
- Octostigma sinensis Xie & Yang, 1991 — Китай[5]
- Octostigma spiniferum Pagés, 2001 — Ява (Индонезия)[6]